# Love The Love You Have
Love The Love You Have é o primeiro EP da banda The Summer Set, que foi lançado em 30 de novembro de 2007. 

## Faixas
| N.º | Título                 | Duração |  |
| 1.  | "Cross Your Fingers"   | 3:14    |  |
| 2.  | "Lights"               | 2:59    |  |
| 3.  | "She's Got The Rhythm" | 2:38    |  |
| 4.  | "Love"                 | 2:52    |  |
| 5.  | "Ready, Set, Go!"      | 2:39    |  |
| 6.  | "The Way You Move"     | 2:53    |  |
| 7.  | "Sing It Out"          | 2:53    |  |